# LKT Team Brandenburg/Saison 2011
Dieser Artikel listet Erfolge und Mannschaft des Radsportteams LKT Team Brandenburg in der Saison 2011 auf.

## Erfolge in der Europe Tour
| Datum         | Rennen                                 | Kat. | Fahrer         |
| ------------- | -------------------------------------- | ---- | -------------- |
| 9. April      | 4. Etappe Cinturón Ciclista a Mallorca | 2.2  | Stefan Schäfer |
| 15. April     | 3. Etappe Griechenland-Rundfahrt       | 2.2  | Stefan Schäfer |
| 16. April     | 4. Etappe Griechenland-Rundfahrt       | 2.2  | Stefan Schäfer |
| 13.–17. April | Gesamtwertung Griechenland-Rundfahrt   | 2.2  | Stefan Schäfer |
| 15. Juni      | 3. Etappe Thüringen-Rundfahrt          | 2.2U | Nikias Arndt   |

## Abgänge – Zugänge
| Zugänge                     | Team 2010 | Abgänge        | Team 2011               |
| --------------------------- | --------- | -------------- | ----------------------- |
| Matthias Plarre             | Neoprofi  | Johannes Kahra | Thüringer Energie Team  |
| Nico Heßlich (ab 1. August) | Neoprofi  | Mathias Belka  | TT Raiko Argon 18       |
|                             |           | Eric Pidun     | KED-Bianchi Team Berlin |
|                             |           | Patrick Nagler | Unbekannt               |

## Mannschaft
| Name             | Geburtstag        | Nationalität |
| ---------------- | ----------------- | ------------ |
| Nikias Arndt     | 18. November 1991 | Deutschland  |
| Tobias Barkschat | 29. April 1991    | Deutschland  |
| Robert Bartko    | 23. Dezember 1975 | Deutschland  |
| Henning Bommel   | 23. Februar 1983  | Deutschland  |
| Felix Dehmel     | 21. August 1990   | Deutschland  |
| Johannes Heider  | 4. September 1987 | Deutschland  |
| Nico Heßlich     | 23. Oktober 1990  | Deutschland  |
| Michel Koch      | 15. Oktober 1991  | Deutschland  |
| Tino Meier       | 3. Juli 1987      | Deutschland  |
| Matthias Plarre  | 27. Februar 1992  | Deutschland  |
| Stefan Schäfer   | 6. Januar 1986    | Deutschland  |
| Franz Schiewer   | 15. November 1990 | Deutschland  |
| Lars Telschow    | 29. August 1991   | Deutschland  |
| Michael Weicht   | 23. Februar 1988  | Deutschland  |

## Platzierungen in UCI-Ranglisten
UCI Europe Tour 2011
|       | Fahrer           | Punkte |
| ----- | ---------------- | ------ |
| 150.  | Nikias Arndt     | 99     |
| 201.  | Stefan Schäfer   | 80     |
| 433.  | Tino Meier       | 36     |
| 455.  | Henning Bommel   | 34     |
| 805.  | Michel Koch      | 11     |
| 1064. | Tobias Barkschat | 5      |
| 1212. | Michael Weicht   | 2      |
| 1273. | Lars Telschow    | 1      |
| 1273. | Franz Schiewer   | 1      |